# Chlapcův kouzelný roh (Mahler)
Chlapcův kouzelný roh (německy Des Knaben Wunderhorn) je název pro cyklus dvaceti čtyř písní pro hlas (soprán, alt nebo baryton) a klavír nebo orchestrální doprovod, které složil v letech 1887–1896 skladatel Gustav Mahler na texty ze stejnojmenné sbírky lidových písní od Clemense Brentana a Achima von Arnim.

## Inspirace sbírkouChlapcův kouzelný roh
Mahler napsal na texty sbírky Chlapcův kouzelný roh řadu písní. U cyklu Písně potulného tovaryše (Lieder eines fahrenden Gesellen) je jako autor textů uveden skladatel, je ale zřejmé, že u některých písní vycházel z textů sbírky Chlapcův kouzelný roh, například píseň Wenn mein Schatz Hochzeit macht (Když má milá svatbu má).

## Mahlerovy písně na textyChlapcova kouzelného rohu
Písně byly postupně vydávány pod různými názvy.
První část - devět písní byla složena v letech 1887–1890 a obsahuje písně:
- Um schlimme Kinder artig zu machen,
- Ich ging mit Lust durch einen grünen Wald!,
- Aus! Aus!,
- Starke Einbildungskraft,
- Zu Straßburg auf der Schanz’,
- Ablösung im Sommer,
- Scheiden und Meiden,
- Nicht Wiedersehen!,
- Selbstgefühl.

Druhá část z let 1892–1898 obsahuje patnáct písní:
- Der Schildwache Nachtlied,
- Verlorne Müh’!,
- Wer hat dies Liedlein erdacht?!,
- Das himmlische Leben,
- Trost im Unglück,
- Das irdische Leben,
- Urlicht,
- Des Antonius von Padua Fischpredigt,
- Rheinlegendchen,
- Es sungen drei Engel einen süßen Gesang,
- Lob des hohen Verstands,
- Lied des Verfolgten im Turm,
- Wo die schönen Trompeten blasen,
- Revelge,
- Der Tamboursg’sell.